# Liber censuum

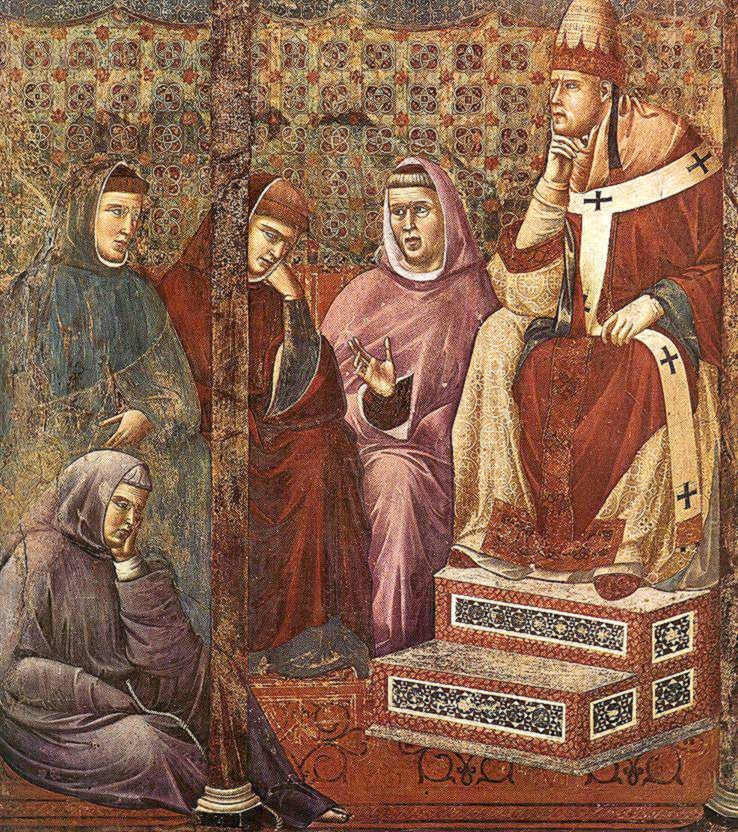
Honorius III., als Cencius Autor des Liber Censuum; Porträt von Giotto

Der Liber censuum Romanae ecclesiae (lateinisch „Besitzverzeichnis der römischen Kirche“; in der älteren Literatur auch unter dem Namen Codex des Cencius) ist ein 18-bändiges Verzeichnis der Einkünfte aus dem Grundbesitz der Päpste aus Besitzerwerb zwischen 492 und 1192. Das Verzeichnis ist motiviert von der Gründung der Apostolischen Kammer und der Gregorianischen Reform. Der Camerarius Cencius nennt sich im Incipit als Autor und gibt das Jahr 1192 als Zeitpunkt der Kompilation an.
Das Werk ist in zahlreichen mittelalterlichen und neuzeitlichen Handschriften überliefert. Paul Fabre hat eine davon als Original identifiziert. Diese liegt unter der Signatur Vat. lat. 8486 in der Vatikanischen Bibliothek, ein dort fehlender Faszikel befindet sich in Paris in der Bibliothèque nationale de France (Signatur: lat. 4202).